# Tolnanémedi
Tolnanémedi község Tolna vármegyében, a Tamási járásban.

## Fekvése

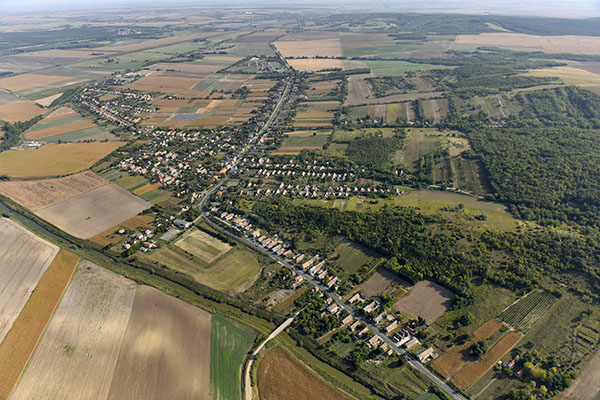
Tolnanémedi látképe madártávlatból

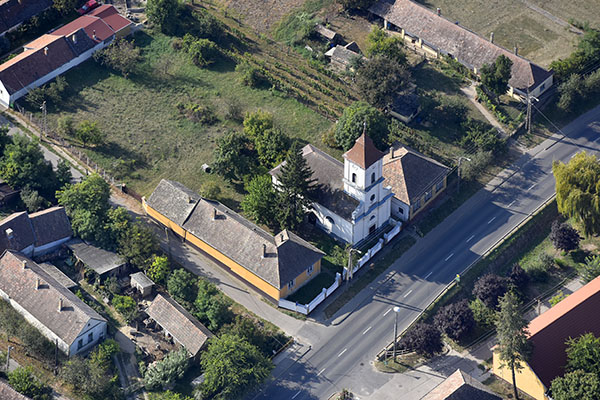
Református templom - légi fotó (Tolnanémedi)

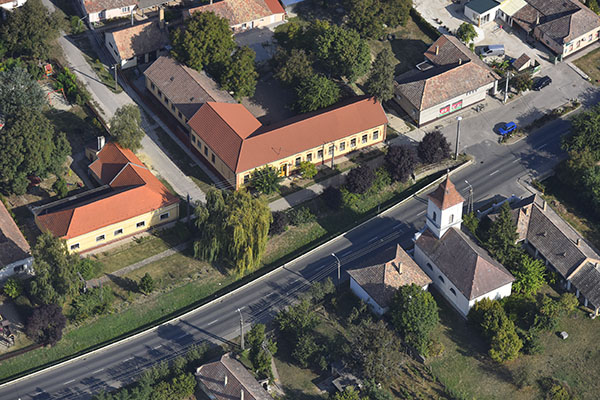
Tolnanémedi légi felvételen

A Tolnai-Hegyhát északi csücskében, a Sió és a Kapos találkozásától délre helyezkedik el. Északon Igarral, északkeleten Simontornyával, nyugaton, délnyugaton Pincehellyel, délkeleten Kisszékellyel és Nagyszékellyel határos.
A közeli városok Simontornya (7 km) és Tamási (18 km); Szekszárd 60 km-re, Siófok 60 km-re van.
A falut átszeli a 61-es főút, valamint a (Budapest–)Pusztaszabolcs–Pécs-vasútvonal. A 61-esről a község keleti szélénél délnek letérve, a 63 117-es számú mellékúton érhető el Kisszékely, a vasút Tolnanémedi vasútállomásához pedig a központban kell északnak lekanyarodni, a 64 311-es számú mellékútra.

## Története
A bronzkorból származó 138 darabos kincslelet a régészek körében világszerte ismert hellyé tette a községet. A leletet 3400 évesre becsülik.
A hagyomány szerint a község egy Németi nevű földbirtokostól kaphatta a nevét. A falu legkorábbi helye a vasúton túli magaslaton volt, majd a Kisnémedi-dűlőben. Egy 1324-ből származó feljegyzés szerint az Újfaluként ismert első település – valószínűleg a mai Kisnémedi – helyén lehetett a község a simontornyai várhoz tartozó egyik településként. Némethy, ill. Németi néven I. Miksa császár 1506-ban kelt adománylevelében olvasható a község neve.
Az evangélikusok és a reformátusok a 18. század végén alapítottak iskolát, a katolikusok Pincehely filiájaként gyakorolhatták vallásukat.
A 19. században alakult ki a település mai szerkezete.
Jelentős esemény volt a falu életében a vasút építése (1879), melyhez 1913-ban állomás is létesült. 1898–1904 között a pincehely-simontornyai közút építése érintette előnyösen a községet. A fejlődésnek indult településen 1910-től új iskolák épültek és ipari létesítmények is megtelepedtek. Malom létesült (1912), majd téglagyár és kendergyár kezdett termelni (1922). A villamosítás már 1942-ben elkezdődött.
A második világháború emberáldozatban, anyagilag és erkölcsileg meggyötörte a falu lakosságát. 1945 után a földosztás adott új reményt a lakosságnak, a felrobbantott híd újjáépítése is segítette a települést, de a Rákosi-korszak embertelen politikája kiábrándulást hozott.
A mezőgazdaság az 1960-as évektől folyamatos fejlődésnek indult, új házsorok épültek. A közműhálózat kiépített a községben, telefon, gáz, vezetékes víz van.

## Közélete

### Polgármesterei
- 1990–1994: Miklós Lajos (független)[3]
- 1994–1998: Miklós Lajos (független)[4]
- 1998–2002: Miklós Lajos (független)[5]
- 2002–2006: Miklós Lajos (független)[6]
- 2006–2010: Miklós Lajos (független)[7]
- 2010–2014: Móricz Jánosné (független)[8]
- 2014–2017: Móricz Jánosné (független)[9]
- 2017–2019: Vigh László (független)[10]
- 2019–2024: Vigh László (Fidesz-KDNP)[11]
- 2024– : Vigh László (Fidesz-KDNP)[1]

A településen 2017. április 23-án időközi polgármester-választást tartottak, az előző polgármester lemondása miatt. A választáson a hivatalban lévő polgármester nem indult el.

## Népesség
A település népességének változása:
| Lakosok száma | 1052 | 1053 | 1040 | 1012 | 933  | 922  | 941  |
|               | 2013 | 2014 | 2015 | 2021 | 2022 | 2023 | 2024 |

A 2011-es népszámlálás során a lakosok 87,1%-a magyarnak, 4,7% cigánynak, 1,2% németnek, 0,2% románnak mondta magát (12,9% nem nyilatkozott; a kettős identitások miatt a végösszeg nagyobb lehet 100%-nál). A vallási megoszlás a következő volt: római katolikus 34%, református 10,3%, evangélikus 7,3%, felekezeten kívüli 21,9% (25,5% nem nyilatkozott).
2022-ben a lakosság 92,9%-a vallotta magát magyarnak, 1,2% németnek, 1,2% cigánynak, 0,1% románnak, 0,1% ukránnak, 1,3% egyéb, nem hazai nemzetiségűnek (7% nem nyilatkozott; a kettős identitások miatt a végösszeg nagyobb lehet 100%-nál). Vallásuk szerint 23% volt római katolikus, 7,7% református, 3,8% evangélikus, 0,2% görög katolikus, 0,2% egyéb keresztény, 1,5% egyéb katolikus, 22,9% felekezeten kívüli (40,5% nem válaszolt).

## Nevezetességek

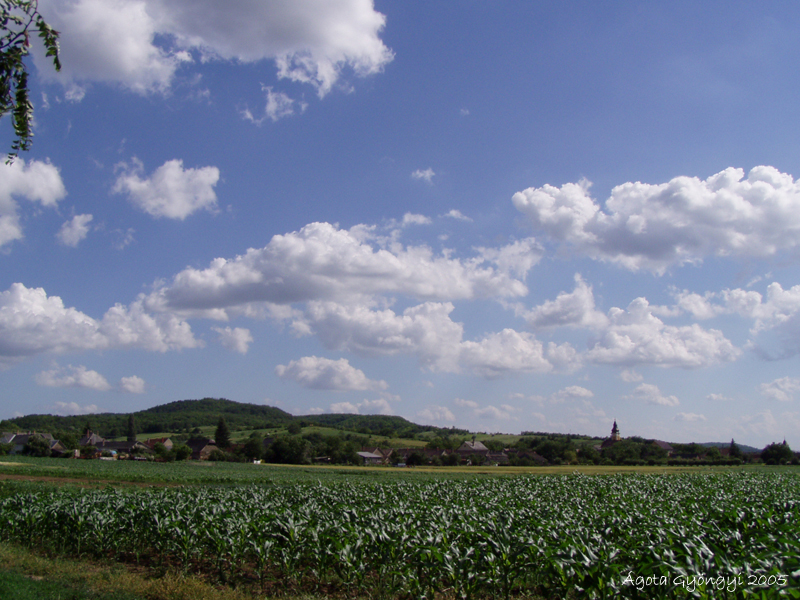
A falu látképe

- A Tolnai-hegyhát lankái, a kiterjedt, vadban gazdag erdőségek, a Kapos és a Sió völgye nagyon szép látvány.
- A helyi bortermelők igényesek, büszkék boraik minőségére.
- Könnyen megközelíthetőek a környék műemlékekben gazdag települései. A Simontornyai és az ozorai vár, a Petőfi és Vörösmarty-emlékhelyek, Cecén a Csók István Múzeum, Mezőszilason a Németh László Emlékház, Gyönkön pedig a Német Nemzetiségi Múzeum kínál látnivalót. Fürdők Kisszékelyen és Tamásiban (itt termálfürdő) vannak. Tolnanémedi pihenésre, turisztikára alkalmas hely. Fiatal község, amely az utóbbi évtizedekben indult fejlődésnek.
- A faluban 3 templom -református, evangélikus és katolikus- található. A református templom műemlék jellegű, késő klasszicista stílusban épült a 19. század közepén.

## Külső hivatkozások
- Tolnanémedi az utazom.com honlapján[halott link]